# Outland (Gert Emmens)
Outland is een studioalbum van Gert Emmens. Emmens nam een jaar land de tijd (mei 2013 - april 2014) om zijn sciencefictionverhaal te vertellen via elektronische muziek. Een ruimtereis om te zien hoe de wezens van een verre planeet binnen de Federatie het maken, omdat er al langere tijd niets van hun vernomen is. Het album is opgenomen in de eigen geluidsstudio's van Emmens (Arnhem) en Heij (Utrecht).

## Musici
- Gert Emmens – synthesizers, gitaar, elektronica
- Ruud Heij – synthesizers (track 3, 6)

## Muziek
| Nr. | Titel                                              | Duur  |
| --- | -------------------------------------------------- | ----- |
| 1.  | The first encounter (Emmens)                       | 13:01 |
| 2.  | Discovery of a lost civilization (Emmens)          | 13:40 |
| 3.  | The temple on the sacred mountain (Emmens, Heij)   | 13:23 |
| 4.  | Return of the warrior (Emmens)                     | 11:19 |
| 5.  | Exploration flights over forbidden area’s (Emmens) | 18:48 |
| 6.  | Departure 6 am (Emmens, Heij)                      | 7:49  |